# Honeychile Rider
Honeychile Rider is een personage uit de James Bond-roman Dr. No (1958) van Ian Fleming en de gelijknamige film Dr. No (1962). Ze werd gespeeld door de Zwitserse actrice Ursula Andress en vanwege haar zware accent werd haar stem ingesproken door Nikki van der Zyl. Ze was de eerste bondgirl uit de James Bond-filmreeks die sexy de zee uitkwam in een witte bikini. Die scène werd later weer gespeeld door Halle Berry in de Bondfilm Die Another Day (2002).

## Boek
Honeychile Rider is een Jamaicaanse schelpenduikster. Toen ze vijf jaar oud was, werd haar huis platgebrand. Ze groeide hierna op in een kelder, tot haar nanny overleed. Rider is als jong meisje verkracht.
Rider duikt schelpen op dicht bij Crab Key om die te verkopen om een operatie te kunnen betalen voor haar gebroken neus. Op een dag ontmoet ze hierbij James Bond, die met zijn vriend Quarrel onderzoek doet naar de eigenaar van het eiland Dr. Julius No.
Rider beweert net als Quarrel dat er op Crab Key een draak is, maar Bond wil dit niet geloven. Op een nacht ontdekken ze dat die draak een tank blijkt te zijn die vuur spuwt. Quarrel wordt vermoord door de tank en Bond en Rider worden gevangengenomen door Dr. No. Daarop worden ze uitgekleed en onder de douche gezet, omdat ze besmet zouden zijn. Ze worden beiden een tijdje vastgehouden en ontmoeten daarna tijdens een diner Dr. No, die metalen handen heeft.
Rider wordt hierna meegenomen en vastgebonden aan rotsen, waar ze aan krabben wordt gevoerd, maar ze zegt dat krabben geen mensenvlees eten en haar dus niets zullen doen. Ze weet te ontsnappen en Bond weet Dr. No's plannen te verijdelen en hem uit te schakelen. Bond ontsnapt met Rider van het eiland met een boot en hij vertelt haar dat zij hem mee zal nemen naar New York om haar neus weer vast te krijgen. Ze beginnen aan het einde van het boek een relatie met elkaar.

## Film
In de film is haar naam gewijzigd in Honey Ryder. James Bond ontmoet haar hier net als in het boek op Crab Key. De sexy blondine komt in een witte bikini de zee uitlopen terwijl zij het liedje "Under the Mango Tree" zingt. Bond zingt dit liedje mee en zo ontmoeten ze elkaar. Ze worden niet veel later door mannen aangevallen, waarbij ze samen met Quarrel achter rotsen schuilen.
Honey beweert net als Quarrel dat er een draak op Crab Key zou zijn, maar Bond wil dit niet geloven. Later gaan ze door een moeras op het eiland heen, waar ze worden aangevallen door dezelfde mannen, die ditmaal honden bij zich hebben. Bond weet een van de mannen neer te steken. Wanneer ze hierna eventjes uitrusten, vertelt Honey dat haar vader vroeger ook schelpen opdook, maar toen hij bij Crab Key was, is hij nooit meer teruggekomen.
's Avonds ontdekken ze dat de draak een tank is die vuur spuwt. Quarrel wordt verbrand door een vlam van de tank en Bond en Ryder worden gevangengenomen door Dr. No. Wanneer ze meegenomen zijn naar Dr. No's hoofdkwartier worden ze uitgekleed en onder de douche gezet, omdat ze besmet zouden zijn in het moeras. Ze worden naar hun kamer gebracht, waar ze koffie krijgen met een slaapmiddel erin. 's Avonds worden ze bezocht door Dr. No, waarbij zijn gezicht nog niet te zien is.
Een dag later, wanneer ze weer wakker zijn, moeten ze naar een diner met Dr. No. Honey komt halfnaakt in haar onderbroek haar bed uit. Eenmaal bij het diner ontmoeten ze Dr. No, die beschikt over metalen handen. Honey wordt hierna meegenomen en Bond wordt in een cel vastgehouden.
Later, wanneer Bond erin geslaagd is Dr. No te vermoorden, treft hij Honey vastgebonden aan de grond aan. Hij weet haar te redden en met haar per boot van het eiland te ontsnappen. Aan het einde worden ze gered door Bonds vriend Felix Leiter door hun bootje met een touw aan de grote boot vast te maken. Bond zoent met Honey en maakt het touw stiekem los om nog lang van haar te genieten.

## Trivia
- In het latere boek On Her Majesty's Secret Service vertelt Bond dat Rider vertrokken is naar Philadelphia, waar ze onder de naam Wilder getrouwd is met een dokter en twee kinderen met hem heeft.
- De scène waarin Honey in bikini de zee uit komt is ook nog gespeeld door Jinx (Halle Berry) in Die Another Day en door James Bond zelf in Casino Royale (2006).
- De scène met de krabben en Honey die vastgebonden zit, is verwijderd uit de film omdat de krabben beschadigd, dood of bevroren waren geleverd.
- Andress noemde de Dr. No-bikini het "geheim van haar succes".
- Die bikini is een extraatje in de filmgarderobe, want in de overeenkomstige scène van de roman Dr. No, komt Honeychile Rider tevoorschijn met alleen haar riem om.